# Walter Madoi
Walter Madoi (Collecchio, 26 marzo 1925 – Milano, 13 marzo 1976) è stato un pittore e scultore italiano.

## Produzione artistica
Nato a Collecchio nel 1925, originario di una famiglia di Pieveottoville, frazione di Polesine Zibello della Bassa parmense. 
È ricordato per aver affrescato la chiesa di San Rocco e numerosi altri edifici a Sesta Inferiore, frazione di Corniglio, nel Parmense, dove visse, creando quello che ora è una sorta di museo a cielo aperto e per aver eseguito una tela raffigurante il Santo titolare per la chiesa di San Quintino di Parma. Una sua opera è conservata nella Pinacoteca Stuard. Nel 1966 dipinse la grande abside della chiesa del Corpus Domini di Parma. Suoi sono anche gli affreschi all'interno del ristorante "Al Cavallino Bianco" a Polesine Parmense.
La sua ultima opera è l'affresco dell'abside della chiesa di Costa Sant'Abramo, frazione di Castelverde in provincia di Cremona, dove Madoi rappresenta la crocifissione di Cristo.
Muore di malattia a Milano nel 1976.